# Giuseppe Renato Imperiali
Giuseppe Renato Imperiali (Oria, 29 de abril de 1651 - Roma, 15 de janeiro de 1737) foi um cardeal italiano do século XVIII.

## Biografia
Nasceu em Oria em 29 de abril de 1651, perto de Francavilla, feudo de sua família, arquidiocese de Brindisi. De família genovesa. Filho de Michele Imperiali, príncipe de Francavilla, e Brigida Grimaldi. Seu sobrenome também está listado como Imperiale. Sobrinho do cardeal Lorenzo Imperiali (1652). Tio dos cardeais Giuseppe Spinelli (1735) e Cosimo Imperiali (1753).
Obteve um doutorado. Prelado papal no pontificado do Papa Clemente X (1670-1676). Clérigo da Câmara Apostólica no pontificado do Papa Inocêncio XI, e posteriormente tesoureiro e auditor da mesma câmara. Comissário geral de marinheiros e galeras e de fortalezas e torres marítimas dos Estados Pontifícios, 14 de setembro de 1686.
Criado cardeal-diácono no consistório de 13 de fevereiro de 1690; recebeu o chapéu vermelho em 16 de fevereiro de 1690; e a diaconia de S. Giorgio em Velabro em 10 de abril de 1690. Concedida dispensa para ser cardeal, embora ainda não tivesse recebido as ordens menores, em 13 de fevereiro de 1690. Concedida licença para receber todas as ordens sagradas fora das têmporas e sem intervalos de tempo entre eles, 18 de março de 1690. Legado em Ferrara, 10 de abril de 1690; legação prorrogada por um triênio, 17 de julho de 1691. Legado ad exercendam em Bolonha, 10 de junho de 1690. Participou do conclave de 1691, que elegeu o Papa Inocêncio XII. Participou do conclave de 1700, que elegeu o Papa Clemente XI. Prefeito da SC de Bom Governo. Prefeito da SC da Disciplina dos Regulares, 1698. Nomeado legado a latere perante o rei Carlos II da Espanha durante sua visita a Milão, em 14 de outubro de 1711. Participou do conclave de 1721, que elegeu o Papa Inocêncio XIII. Participou do conclave de 1724, que elegeu o Papa Bento XIII. Optou pela ordem dos presbíteros e sua diaconia foi elevada, pro illa vice, a título, em 9 de dezembro de 1726. Optou pelo título de S. Lorenzo em Lucina, em 20 de janeiro de 1727, mantendo seu outro título até 17 de novembro de 1732, quando renunciou. Participou do conclave de 1730, que elegeu o Papa Clemente XII; o cardeal Cornelio Bentivoglio apresentou o veto do rei Felipe V da Espanha contra sua eleição para o papado quando faltava um voto para ser eleito. Cardeal protopresbítero. Apoiou e protegeu a nascente Pontifícia Academia dos Nobres Eclesiásticos. Ele reuniu uma vasta biblioteca, leiloada em 1793.
Morreu em Roma em 15 de janeiro de 1737, às 16 horas, após uma breve doença. Transferido para a igreja de S. Agostino, em Roma, onde decorreu o funeral, e sepultado do lado direito da capela dedicada ao santo nessa mesma igreja.